# Internationaal filmfestival van Berlijn 2016
Het  66ste internationaal filmfestival van Berlijn was een internationaal filmfestival dat plaatsvond in Berlijn van 11 tot 21 februari 2016. 
De openingsfilm van het filmfestival op 11 februari was Hail, Caesar! van Joel en Ethan Coen.

## Competitie

### Jury
De internationale jury bestond uit:
| Naam | Naam                          | Beroep        | Nationaliteit       |
| ---- | ----------------------------- | ------------- | ------------------- |
|      | Meryl Streep (juryvoorzitter) | Actrice       | Verenigde Staten    |
|      | Lars Eidinger                 | Acteur        | Duitsland           |
|      | Nick James                    | Filmcriticus  | Verenigd Koninkrijk |
|      | Brigitte Lacombe              | Fotografe     | Frankrijk           |
|      | Clive Owen                    | Acteur        | Verenigd Koninkrijk |
|      | Alba Rohrwacher               | Actrice       | Italië              |
|      | Małgorzata Szumowska          | Filmregisseur | Polen               |

### Deelnemers
De volgende films deden mee aan de competitie:
| Film                                                        | Regisseur            | Land                                      | Prijs                                                             |
| ----------------------------------------------------------- | -------------------- | ----------------------------------------- | ----------------------------------------------------------------- |
| Boris sans Béatrice                                         | Denis Côté           | Canada                                    |                                                                   |
| Genius                                                      | Michael Grandage     | Verenigd Koninkrijk- Verenigde Staten     |                                                                   |
| Alone in Berlin                                             | Vincent Pérez        | Duitsland- Frankrijk- Verenigd Koninkrijk |                                                                   |
| Midnight Special                                            | Jeff Nichols         | Verenigde Staten                          |                                                                   |
| Zero Days                                                   | Alex Gibney          | Verenigde Staten                          |                                                                   |
| Cartas da Guerra                                            | Ivo M. Ferreira      | Portugal                                  |                                                                   |
| Ejhdeha Vared Mishavad! (A Dragon Arrives!)                 | Mani Haghighi        | Iran                                      |                                                                   |
| Fuocoammare (Fire at Sea)                                   | Gianfranco Rosi      | Italië- Frankrijk                         | Gouden Beer                                                       |
| Hele Sa Hiwagang Hapis (A Lullaby to the Sorrowful Mystery) | Lav Diaz             | Filipijnen- Singapore                     | Alfred Bauerprijs                                                 |
| Kollektivet                                                 | Thomas Vinterberg    | Zweden- Denemarken- Nederland             | Zilveren Beer voor beste actrice (Trine Dyrholm)                  |
| L'Avenir                                                    | Mia Hansen-Løve      | Frankrijk- Duitsland                      | Zilveren Beer voor beste regie (Mia Hansen-Løve)                  |
| Quand on a 17 ans                                           | André Téchiné        | Frankrijk                                 |                                                                   |
| Smrt u Sarajevu (Mort à Sarajevo)                           | Danis Tanović        | Frankrijk- Bosnië en Herzegovina          | Zilveren Beer (Prijs van de jury)                                 |
| Zjednoczone Stany Miłości (United States of Love)           | Tomasz Wasilewski    | Polen- Zweden                             | Zilveren Beer voor beste scenario (Tomasz Wasilewski)             |
| 24 Wochen                                                   | Anne Zohra Berrached | Duitsland                                 |                                                                   |
| Chang jiang tu (Crosscurrent)                               | Yang Chao            | China                                     | Zilveren Beer voor beste artistieke bijdrage (Mark Lee Ping-Bing) |
| Inhebbek Hedi                                               | Mohamed Ben Attia    | Tunesië- België- Frankrijk                | Zilveren Beer voor beste acteur (Majd Mastour)                    |
| Soy Nero                                                    | Rafi Pitts           | Duitsland- Frankrijk- Mexico              |                                                                   |

Buiten competitie:
| Film                             | Regisseur                             | Land              |
| -------------------------------- | ------------------------------------- | ----------------- |
| Hail, Caesar!                    | Joel en Ethan Coen                    | Verenigde Staten  |
| Chi-Raq                          | Spike Lee                             | Verenigde Staten  |
| Des Nouvelles de la planète Mars | Dominik Moll                          | Frankrijk- België |
| Mahana (The Patriarch)           | Lee Tamahori                          | Nieuw-Zeeland     |
| Saint Amour                      | Benoît Delépine en Gustave de Kervern | Frankrijk- België |

### Teddy30
De volgende films werden geselecteerd ter gelegenheid van de 30ste verjaardag van de Teddy Awards:
| Film                                            | Regisseur                        | Land                     |
| ----------------------------------------------- | -------------------------------- | ------------------------ |
| 1 Berlin Harlem                                 | Lothar Lambert, Wolfram Zobus    | Bondsrepubliek Duitsland |
| Anders als die Andern                           | Richard Oswald                   | Duitsland                |
| Before Stonewall                                | Greta Schiller, Robert Rosenberg | Verenigde Staten         |
| Die Betörung der Blauen Matrosen                | Ulrike Ottinger                  | Bondsrepubliek Duitsland |
| Die Wiese der Sachen                            | Heinz Emigholz                   | Bondsrepubliek Duitsland |
| Gendernauts - Eine Reise durch die Geschlechter | Monika Treut                     | Duitsland                |
| I Shot Andy Warhol                              | Mary Harron                      | Verenigde Staten         |
| Je, tu, il, elle                                | Chantal Akerman                  | Frankrijk- België        |
| Looking for Langston                            | Isaac Julien                     | Verenigd Koninkrijk      |
| Machboim (Hide and Seek)                        | Dan Wolman                       | Israël                   |
| Dupe od mramora (Marble Ass)                    | Želimir Žilnik                   | Joegoslavië              |
| Nitrate Kisses                                  | Barbara Hammer                   | Verenigde Staten         |
| The Watermelon Woman                            | Cheryl Dunye                     | Verenigde Staten         |
| Tongues Untied                                  | Marlon Riggs                     | Verenigde Staten         |
| Toute une nuit                                  | Chantal Akerman                  | Frankrijk- België        |
| Tras el cristal                                 | Agustí Villaronga                | Spanje                   |

## Berlinale Special Galas
De volgende films werden geselecteerd voor de Berlinale Special Galas-sectie:
| Film                                                        | Regisseur                                                       | Land                          |
| ----------------------------------------------------------- | --------------------------------------------------------------- | ----------------------------- |
| Den allvarsamma leken (A Serious Game)                      | Pernilla August                                                 | Zweden- Denemarken- Noorwegen |
| Miles Ahead                                                 | Don Cheadle                                                     | Verenigde Staten              |
| A Quiet Passion                                             | Terence Davies                                                  | Verenigd Koninkrijk- België   |
| National Bird                                               | Sonia Kennebeck                                                 | Verenigde Staten              |
| Creepy                                                      | Kiyoshi Kurosawa                                                | Japan                         |
| The Seasons in Quincy: Four Portraits of John Berger        | Colin MacCabe, Christopher Roth, Bartek Dziadosz, Tilda Swinton | Verenigd Koninkrijk           |
| Where to Invade Next                                        | Michael Moore                                                   | Verenigde Staten              |
| The Music of Strangers: Yo-Yo Ma and the Silk Road Ensemble | Morgan Neville                                                  | Verenigde Staten              |

## Prijzen
- Gouden Beer: Fuocoammare van Gianfranco Rosi
- Grote prijs van de jury (Zilveren Beer): Smrt u Sarajevu van Danis Tanović
- Zilveren Beer voor beste regisseur: Mia Hansen-Løve (L'Avenir)
- Zilveren Beer voor beste acteur: Majd Mastoura (Inhebbek Hedi)
- Zilveren Beer voor beste actrice: Trine Dyrholm (Kollektivet)
- Zilveren Beer voor beste scenario: Tomasz Wasilewski (Zjednoczone Stany Miłosci)
- Zilveren Beer voor de beste artistieke bijdrage (van één persoon): Mark Lee Ping-Bing (Chang jiang tu)
- Alfred Bauerprijs (voor een film die "nieuwe perspectieven toont" voor de filmkunst): Hele Sa Hiwagang Hapis van Lav Diaz